# Holztafelbau

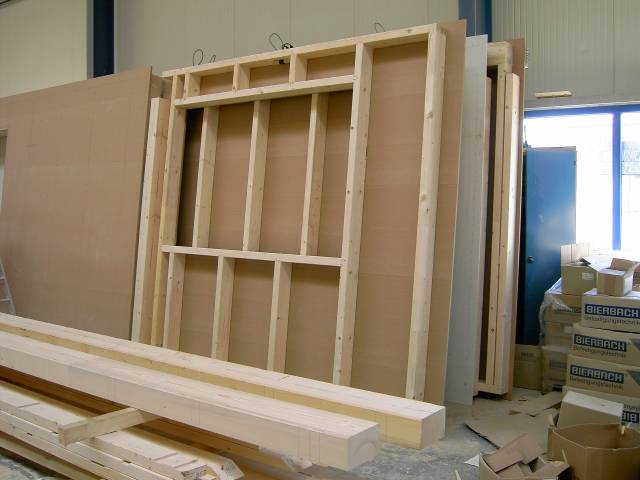
Wandelement aus Holzwerkstoffplatten und Kanthölzern

Der Holztafelbau, auch als Holztafelbauweise bezeichnet, ist eine Holzbauweise, bei welcher der räumliche Baukörper modular aus einzelnen ebenen Holztafeln zusammengesetzt ist.
Als Tafeln werden flächige, tragende Holzelemente bezeichnet, aus denen Wände und Decken eines Gebäudes in wenigen Arbeitsschritten zusammengefügt werden können (vergleichbar den Großtafeln im Betonbau). Die Tafeln werden in der Regel im Werk vorgefertigt und können bereits alle wesentlichen Einbauelemente wie Fenster und Türen enthalten, so dass sie auf der Baustelle mithilfe eines Krans in kurzer Zeit zusammengefügt werden können.
Der Holztafelbau entspricht vom Konstruktionsprinzip dem Holzrahmenbau, unterscheidet sich aber im Grad der Vorfertigung. Der Übergang von der Holztafelbauweise zur Holzrahmenbauweise ist fließend. Die Holztafeln bestehen meist aus weitgehend vorgefertigten, beidseitig beplankten Elementen und werden teilweise auch als Modulwand oder Systemwand bezeichnet.
Die Tafelbauweise ist eine übliche Bauweise der modernen Holz- und Fertighausindustrie, bei der die Montage so rationalisiert wurde, dass die Aufstellung eines Hauses innerhalb von einem oder wenigen Tagen möglich ist.

Aufstellung eines Fertighauses aus vorfabrizierten Wandelementen (→ Video der Aufstellung)

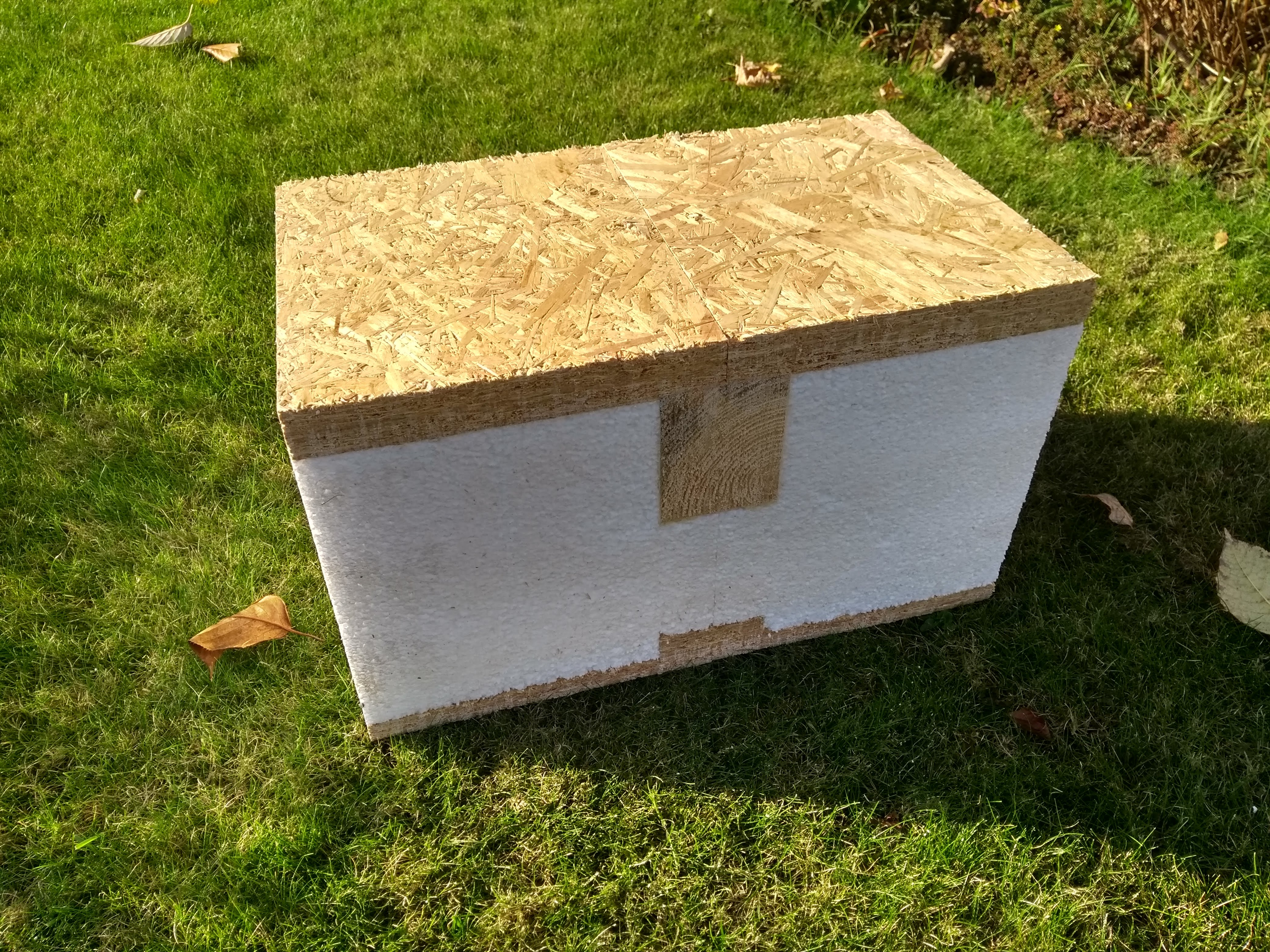
Musterstück eines gedämmten Wandelements ("Structural insulated panel") mit OSB-Platten beidseitig des Kerns aus Polystyrolschaum.

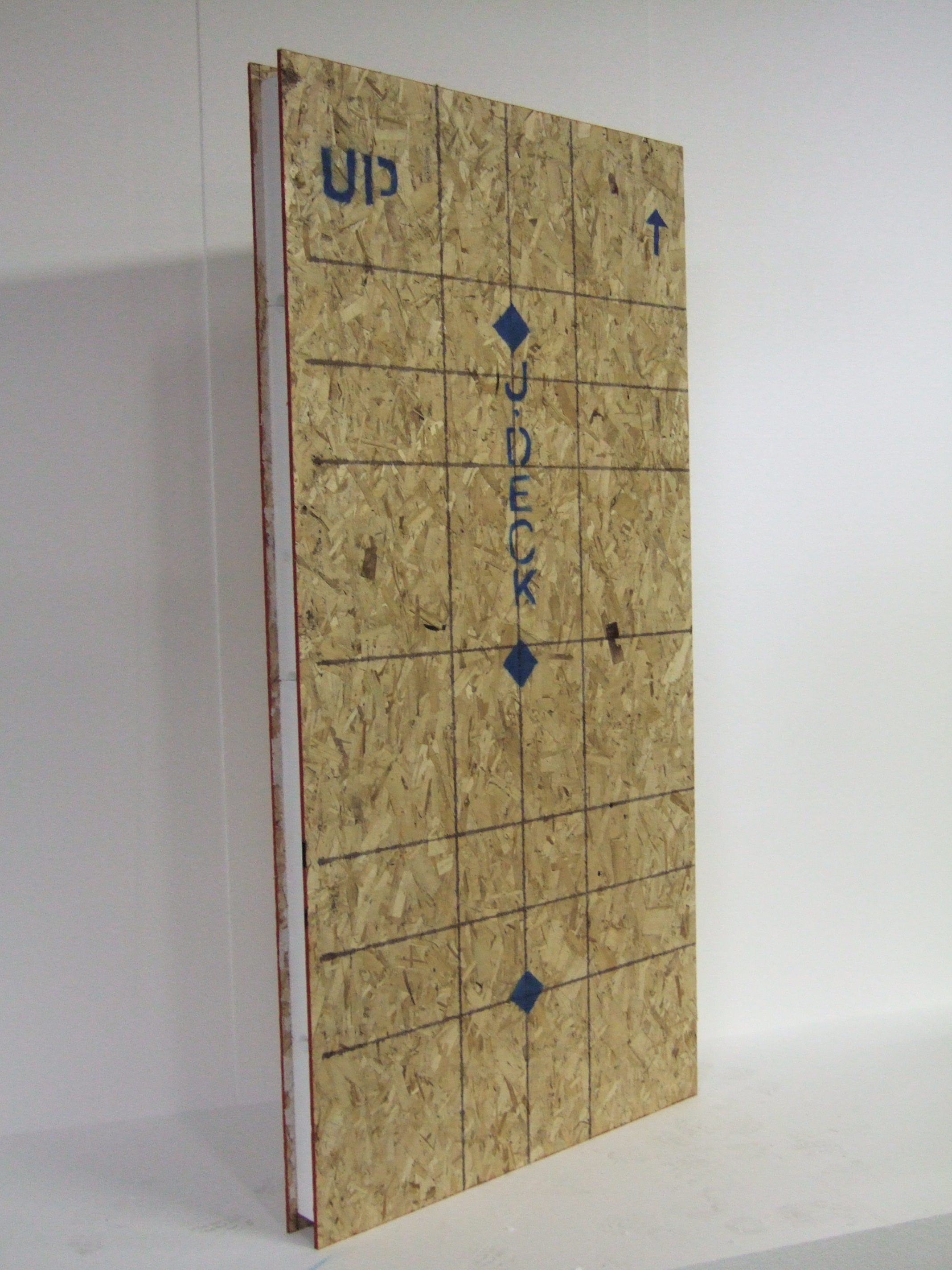
US-amerikanisches Wandelement aus OSB-Platten mit EPS-Schaumkern

## Konstruktionsweise
Die Holztafeln sind Verbundkonstruktionen aus Rippen die mit Nägeln, Klammern, Schrauben oder Leim mit unterschiedlichen Baustoffen, wie Vollholz, Holzwerkstoff-, Zement- oder Gipsfaserplatten beplankt werden.
Als tragende Grundelemente von Wandkonstruktionen in Rahmenbauweise werden der Regel Bohlen mit standardisierten Abmessungen von wenigstens 40 × 120 mm verwendet, die je nach Beplankungsmaterial in einem Raster von 625 oder 650 mm angeordnet werden. Zur Aufnahme lokal höherer Beanspruchung können zusätzliche Bohlen eingefügt werden.
Kleintafeln sind geschlossene Tafeln in einem bestimmten Rastermaß, z. B. 100, 120, 125, 150 cm Breite. Großtafeln können sich über die gesamte Zimmer- oder Hausbreite erstrecken. Die Höhe der Tafeln entspricht der Raumhöhe.
Es gibt verschiedene Möglichkeiten, in kalten Ländern einen ausreichenden Wärmedurchlasswiderstand der Bauteile zu erreichen:
- Wärmedämmplatten werden bei der Montage in die Gefache eingelegt
- Dämmplatten werden zwischen die Außenlagen aus Holzwerkstoffplatten eingeklebt, siehe Structural insulated panel
- eine Dämmung wird nach der Montage der Elemente auf der Baustelle angebracht und verkleidet oder als Wärmedämmverbundsystem verputzt
- die Wand- und Deckenplatten werden ausreichend stark bemessen, dass der Wärmedämmwert des Holzes allein ausreicht.

Dächer und Decken können ebenfalls aus vorgefertigten Tafeln zusammengefügt werden, aber auch andere Bauweisen sind üblich, z. B. Holzbalkendecken oder Holz-Beton-Verbunddecken.
In Nordamerika werden seit den 1960er und 1970er Jahren im Fertighausbau teilweise standardisiert vorgefertigte Wandtafeln eingesetzt, deren Kern wie bei Sandwichpaneelen mit der Beplankung verbunden ist, siehe Structural insulated panel.

## Baurechtliche Vorgaben
Baurechtlich sind Holztafeln ein geregeltes Bauprodukt gemäß Bauregelliste A, Teil 1, Nummer 3.3.2.2 – "Beidseitig bekleidete oder beplankte nicht geklebte Wand-, Decken- und Dachelemente, z. B. Tafelelemente für Holzhäuser in Tafelbauart".
Die Verwendbarkeit des Bauprodukts ergibt sich aus der Übereinstimmung der Holztafeln mit den technischen Regeln und den bautechnischen Nachweisen. Herstellwerke von Holztafeln unterliegen einer regelmäßigen Fremdüberwachung durch eine bauaufsichtlich anerkannte Prüf-, Überwachungs- und Zertifizierungsstelle. Nach erfolgreicher Erstprüfung wird dem Herstellwerk ein Übereinstimmungszertifikat verliehen und die Holztafeln müssen mit dem Übereinstimmungszeichen gekennzeichnet werden. Fehlt das Übereinstimmungszeichen sind die Holztafeln im baurechtlichen Sinn nicht verwendbar. Nach den Landesbauordnungen handelt es sich dann hierbei um eine Ordnungswidrigkeit, privatrechtlich um einen Mangel.

## Vergleich mit anderen Bauweisen
(siehe auch Holzbau und Fertighaus)
Rund 20 % der Ein- und Zweifamilienhäuser in Deutschland wurden 2019 in Holzbauweise errichtet, mit zunehmender Tendenz.
Dabei spielt die Holztafelbauweise eine wichtige Rolle. Ihr besonderer Vorteil liegt unter anderem in der schnellen Montage vor Ort und der witterungsunabhängigen Herstellung der Holztafeln im Werk.
Im Gegensatz zur Massivbauweise handelt es sich um eine trockene Bauweise. Die Maßhaltigkeit und Genauigkeit ist bei der Holztafelbauweise durch den hohen Vorfertigungsgrad sehr hoch. Es werden sowohl sogenannte Typenhäuser mit vorgegebener Gestaltung, als individuell entworfene Gebäude errichtet. Durch optisch-digitale Erfassung der vorhandenen Bausubstanz ist es auch möglich, Wandtafeln vorzufertigen, die passgenau an bestehende Baustrukturen angefügt werden können.
Häuser in Holztafelbauweise wurden in der Regel bereits gedämmt und energiesparend ausgeführt, als dies in der Massivbauweise noch nicht üblich war.
Obwohl Holz an sich eine hohe Wärmekapazität besitzt, kann die Wärmespeicherfähigkeit von schweren Massivwänden meist nicht erreicht werden. Die geringere Wärmespeicherung der Außenwände lässt sich durch Verwendung von massiven Innenwänden und Decken oder den Einsatz moderner Lüftungsanlagen mit Wärmerückgewinnung ausgleichen.